# Тополя запашна
Тополя запашна (Populus suaveolens) — вид квіткових рослин з родини вербових (Salicaceae). Поширений у Північній і Східній Азії (Сибір, Китай, Монголія, Корея, Японія).

## Середовище
Дерева віддають перевагу сонячним місцям на вологому ґрунті. Субстрат повинен бути суглинистим, супіщано-суглинистим, зернисто-суглинистим, глинистим, супіщано-глинистим або суглинисто-глинистим ґрунтом. Вони витримують температури до -40 °C.

## Біоморфологічна характеристика
Дерева до 30 метрів заввишки; кора сірувато-зелена і гладка в молодості, тьмяно-сіра з борознами в старості; крона довгаста. Гілки сірі або сірувато-коричневі, округлі в перерізі, злегка запушені. Бруньки коричневі, подовжені, в'язкі. Ніжка листка округла в перерізі, 0.5–3(4) см, гола чи волосиста; листкова пластинка еліптична, яйцеподібно-кругла, еліптично-видовжена або обернено-яйцеподібно-еліптична, 5–12 × 2–5.5 см, зазвичай найширша в середині, в основі округла або ± серцеподібна, край городчасто-пилчастий, війчастий, верхівка різко загострена або коротко загострена, часто закручена. Чоловіча сережка 4–5 см. Жіноча сережка 6–8 см, ≈ 10 см у плоді. Коробочка гола, часто 3-стулкова, майже сидяча. Період цвітіння: травень. Період плодіння: червень. 2n = 38.

## Використання
Вид використовується як культивоване дерево. Використовують як деревина.